# Franz Ernst Neumann
Franz Ernst Neumann (ur. 11 listopada 1798 w Schmelze bei Joachimsthal, zm. 23 maja 1895 w Królewcu) – niemiecki fizyk, krystalograf i matematyk, jako pierwszy podał matematyczne sformułowanie prawa indukcji wzajemnej; ojciec Carla Gottfrieda Neumanna (1832–1925). Laureat Medalu Copleya.

## Życiorys
Franz Ernst Neumann urodził się 11 listopada 1798 roku w Schmelze bei Joachimsthal . Był nieślubnym dzieckiem hrabiny Charlotte Friderike Wilhelmine Mellin (1753–1830) i Franza Ernsta Neumanna (1758–1821) . Dzieciństwo spędził u dziadków ze strony ojca . Od 9. roku życia przebywał w Berlinie, gdzie uczęszczał do gimnazjum Friedrichswerdersches Gymnasium .
W 1815 roku, w wieku szesnastu lat wstąpił na ochotnika do 9 Kołobrzeskiego Pułku Grenadierów im. Hrabiego Gneisenau i brał udział w wojnach napoleońskich . 16 czerwca 1815 roku został ciężko ranny w bitwie pod Ligny – kula trafiła go w twarz i przebiła górną szczękę, a jego rany zostały opatrzone dopiero po dwóch tygodniach, kiedy został przywieziony do Düsseldorfu . Po sześciotygodniowym pobycie w lazarecie został zwolniony i uczestniczył w oblężeniu Givet .
Po zakończeniu wojny powrócił do szkoły, którą ukończył w 1817 roku . Następnie rozpoczął studia teologiczne na uniwersytecie w Berlinie, które kontynuował na uniwersytecie w Jenie . Jego nauczycielami byli m.in. August Neander (1789–1850) i Friedrich Schleiermacher (1768–1834 .
W 1819 roku powrócił do Berlina, gdzie studiował nauki przyrodnicze – przede wszystkim mineralogię u Christiana Samuela Weissa (1780–1856) . W 1826 roku uzyskał stopień doktora – pracę doktorską napisał z krystalografii De lege zonarum principio evolutionis systematum crystallinorum . W tym samym roku został wykładowcą (niem. Privatdozent) na Uniwersytecie Albrechta w Królewcu, gdzie przejął prowadzenie wykładów z mineralogii od Karla Gottfrieda Hagena (1749–1829) . W 1829 roku otrzymał za wstawiennictwem Friedricha Wilhelma Bessela (1784–1846) stanowisko profesora fizyki matematycznej, które piastował aż do przejścia na emeryturę w 1876 roku . W 1830 roku poślubił córkę Hagena Florentine (1800–1838), z którą miał trzech synów: Carla Gottfrieda (1832–1925) – późniejszego profesora matematyki, Ernsta (1834–1918) – późniejszego profesora patologii i hematologii, Juliusa (1835–1910) – późniejszego profesora ekonomii . Po śmierci żony w 1838 roku ożenił się ponownie – z kuzynką żony Wilhelmą Kunigunde Hagen (1802–77), z którą miał córkę Luise (1837–1934), późniejszą malarkę .
W 1834 roku razem z Carlem Gustavem Jacobim (1804–1851) założył pierwsze seminarium matematyczno-fizyczne, wzorowane na seminarium naukowym w Bonn . Pomimo starań nie udało się mu się zbudować instytutu fizyki, stąd w 1847 roku zlecił budowę budynku laboratoryjnego koło swojego domu sfinansowaną ze środków odziedziczonych po drugiej żonie .
Zmarł 23 maja 1895 roku w Królewcu .

## Działalność naukowa
Zajmował się krystalografią i zastosowaniem geometrii analitycznej w krystalografii . Badał optykę kryształów i właściwości termiczne różnych minerałów .
Badał zjawiska polaryzacji, podwójnego załamania i indukcji elektromagnetycznej . W 1845 roku jako pierwszy podał matematyczne sformułowanie prawa indukcji wzajemnej . Swoją teorię indukcji elektrycznej opublikował w dwóch artykułach (1845, 1847) . Obok Wilhelma Webera (1804–1891) był jednym z najważniejszych orędowników teorii oddziaływania elektromagnetycznego .
W obszarze matematyki zajmował się teorią potencjału i funkcji kulistych .
Neumann przywiązywał także dużą wagę do dydaktyki i nauczania nauk przyrodniczych . W swoim seminarium matematyczno-fizycznym kształcił nauczycieli szkół średnich . Promował niezależną pracę i eksperymenty w procesie kształcenia . Studentami Neumanna byli m.in. fizycy Gustav Kirchhoff (1824–1887), Friedrich Ernst Dorn (1848–1916) i fizyk Georg Hermann Quincke (1834–1924)  i matematycy Alfred Clebsch (1833–1872) , Carl Gottfried Neumann (1832–1925)  i Paul Du Bois-Reymond (1831–1889) . 

## Publikacje
Neumann opublikował tylko część wyników swojej pracy – wiele wyników swoich badań przedstawiał studentom w trakcie swoich wykładów . Dzieła podane za Neue Deutsche Biographie :
- 1823 – Beiträge zur Kristallonomie
- 1831 – Untersuchung über die spezifische Wärme der Mineralien
- 1831 – Theorie der doppelten Strahlenbrechung abgeleitet aus den Gleichungen der Mechanik
- 1845 – Allgemeine Gesetze der induzierten elektrischen Ströme
- 1848 – Über ein allgemeines Princip der mathematischen Theorie inducierter elektrischer Ströme
- 1881–1894 – Vorlesungen über mathematische Physik (7 tomów)
- 1906–1928 – Gesammelte Werke (3 tomy)

## Członkostwa, odznaczenia i nagrody
- 1833–1858 – członek korespondencyjny Pruskiej Akademii Nauk (Preußische Akademie der Wissenschaften)[5]
- 1854 – Order Orła Czerwonego III klasy[2]
- 1856 – członek korespondencyjny Austriackiej Akademii Nauk[2]
- 1856 – członek zagraniczny Królewskiego Towarzystwa Naukowego w Getyndze (Königliche Societät der Wissenschaften zu Göttingen)[2]
- 1858 – członek zwyczajny Pruskiej Akademii Nauk (Preußische Akademie der Wissenschaften)[6]
- 1860 – Pour le Mérite[6]
- 1862 – członek zagraniczny Royal Society[2]
- 1863 – członek korespondencyjny Francuskiej Akademii Nauk[7]
- 1864 – Order Orła Czerwonego II klasy[2]
- 1865 – członek korespondencyjny Narodowej Akademii Rysiów-Ostrowidzów[2]
- 1869 – Order Królewski Korony II klasy[2]
- 1872 – członek nadzwyczajny Królewskiej Bawarskiej Akademii Nauk w Monachium (Königlich-Bayerischen Akademie der Wissenschaften zu München)[6]
- 1872 – Order Maksymiliana[1]
- 1887 – Medal Copleya[1]
- 1888 – Order Królewski Korony I klasy[1]